# Distrikt Amudat
Amudat ist ein Distrikt in Norduganda. Die Hauptstadt des Distrikts ist Amudat.

## Lage
Der Distrikt Amudat grenzt im Norden an den Distrikt Moroto, im Osten an die Republik Kenia, im Süden an den Distrikt Bukwa und den Distrikt Kween sowie im Westen an den Distrikt Nakapiripirit.

## Geschichte
Der Distrikt entstand 2010 aus Teilen des Distrikt Nakapiripirit.

## Demografie
Die Bevölkerungszahl wird für 2020 auf 134.900 geschätzt. Davon lebten im selben Jahr 11,1 Prozent in städtischen Regionen und 88,9 Prozent in ländlichen Regionen. Die größte ethnische Gruppe im Distrikt sind die Pokot, eine Ethnie, die eine gemeinsame Kultur und Bräuche mit den Kalenjin in Kenia teilt
| Zensusjahr | Einwohnerzahl |
| ---------- | ------------- |
| 1991       | 11.336        |
| 2002       | 63.572        |
| 2014       | 105.769       |